# Les Martyrs de la vie
Les Martyrs de la vie est un film français muet de court métrage réalisé par René Leprince, sorti en 1912.

## Fiche technique
- Réalisation et scénario : Louis Feuillade
- Société de production et distribution : Pathé frères
- Pays : France
- Format : Muet - Noir et blanc - 1,33:1 - 35 mm
- Métrage : 575 m
- Genre : Drame
- Durée : inconnue
- Date de sortie : 
  -  France - 28 juin 1912

## Distribution
- René Alexandre : Robert Chenet, un homme qui renonce à contrecœur à son amour pour une petite ouvrière afin de pouvoir épouser une riche héritière
- Stacia Napierkowska : Jeanne, sa petite fiancée, modeste ouvrière
- Carmen Deraisy : Marie Chanteau, une riche mais laide héritière que doit épouser Robert. Elle deviendra sœur Sainte-Marie.